# Aleksandr Petrov (lutte)
Pour les articles homonymes, voir Aleksandr Petrov.
Aleksandr Petrovitch Petrov (russe : Александр Петрович Петров), né le 23 septembre 1876 à Ielets et mort en février 1941 à Léningrad, est un lutteur russe.

## Carrière
Aleksandr Petrov remporte la médaille d'argent dans la catégorie des plus de 93 kg en lutte gréco-romaine aux Jeux olympiques de 1908 à Londres.